# Fali Candé
Fali Candé, né le 24 janvier 1998 à Bissau en Guinée-Bissau, est un footballeur international bissaoguinéen qui évolue au poste de défenseur central ou d'arrière gauche à l'US Sassuolo.

## Carrière

### En club
Formé au Portugal où il passe par de nombreux clubs dans les catégories juniors, il quitte le FC Porto en 2017 pour rejoindre le rival du Benfica Lisbonne où il signe son premier contrat professionnel. Il est prêté dans la foulée en troisième division portugaise au Casa Pia AC. Il quitte le club lisboètes dès la fin de son prêt pour s'engager avec le Portimonense SC.
Après deux saisons avec les équipes jeunes, il fait ses débuts avec le Portimonense SC le 10 juin 2020 lors d'un match nul en championnat contre le Benfica Lisbonne. Il y devient un élément clef et prend part à cinquante matchs les deux saisons suivantes, marquant trois buts.
Le 26 janvier 2022, il signe avec le FC Metz jusqu'au 30 juin 2026. Il découvre la Ligue 1 en étant titularisé à onze reprises sur les seize journée restantes mais ne peut empêcher le club d'être relégué. Il participe cependant à la montée du club dès la saison suivante en terminant à la seconde place.
Après une seconde relégation en 2024, et six mois en Ligue 2 où il joue peu, il est prêté en Serie A au Venezia FC.
Malgré la relégation du club en Serie B, le club active l'option d'achat du prêt et signe le joueur le 12 juin 2025 jusqu'en 2028.

### En sélection
Il fait ses débuts en sélection le 26 mars 2021 contre l'Eswatini dans le cadre des qualifications à la CAN 2021. Fali Candé dispute sa première compétition internationale lors de la Coupe d'Afrique des nations 2021 au Cameroun où il prend part aux trois matchs de poules avant d'être éliminé.
En décembre 2023, il est retenu dans la liste des vingt-cinq joueurs bissao-guinéens sélectionnés par Baciro Candé pour disputer la Coupe d'Afrique des nations 2023. Il prend part aux trois matchs de poules qui se termine sur trois défaites.

## Palmarès
Il est vice-champion de Ligue 2 en 2023 avec le FC Metz.